# Unzsa (Oka)
Az Unzsa (oroszul: Унжа) folyó Oroszország európai részén, a Vlagyimiri- és a Rjazanyi területen; az Oka bal oldali mellékfolyója.
Hossza: 122 km, vízgyűjtő területe: 1320 km².
Síkvidéki folyó. A Vlagyimiri terület Melenki városa környékén ered és 78 m tengerszint feletti magasságban ömlik az Okába.